# Dècim Juni Silà (comissionat)
Dècim Juni Silà (llatí: Decimus Junius Silanus) va ser un comissionat romà designat pel senat, a causa del seu coneixement de la llengua púnica o cartaginesa, per traduir al llatí els vint-i-vuit llibres que havia escrit Magó sobre agricultura. En parla Plini a la seva Naturalis Historia.